# Jhalrapatan
Jhalrapatan là một thành phố và khu đô thị của quận Jhalawar thuộc bang Rajasthan, Ấn Độ.

## Địa lý
Jhalrapatan có vị trí 24°33′B 76°10′Đ / 24,55°B 76,17°Đ Nó có độ cao trung bình là 317 mét (1040 feet).

## Nhân khẩu
Theo điều tra dân số năm 2001 của Ấn Độ, Jhalrapatan có dân số 30.112 người. Phái nam chiếm 52% tổng số dân và phái nữ chiếm 48%. Jhalrapatan có tỷ lệ 69% biết đọc biết viết, cao hơn tỷ lệ trung bình toàn quốc là 59,5%: tỷ lệ cho phái nam là 77%, và tỷ lệ cho phái nữ là 60%. Tại Jhalrapatan, 16% dân số nhỏ hơn 6 tuổi.